# UDE-NAMO
UDE-NAMO (União Democrática Nacional de Moçambique, d.i. Nationaal Democratische Unie van Mozambique) was een Mozambikaans volksbevrijdingsfront dat in 1960 in Harare (Zimbabwe, toen Zuid-Rhodesië) door Adelino Gwambe werd opgericht. In juni 1962 ging UDE-NAMO op in het FRELIMO.